# Īlderjīn
Īlderjīn (persiska: اِندِرجين, يلدَرچين, اِندِرَجين, اَندَرجين, ایلدرجین, Enderjīn) är en ort i Iran.   Den ligger i provinsen Qazvin, i den nordvästra delen av landet, 180 km väster om huvudstaden Teheran. Īlderjīn ligger 1 653 meter över havet och antalet invånare är 159.
Terrängen runt Īlderjīn är huvudsakligen kuperad, men den allra närmaste omgivningen är platt.Runt Īlderjīn är det ganska tätbefolkat, med 108 invånare per kvadratkilometer. Närmaste större samhälle är Ābgarm, 9,9 km nordväst om Īlderjīn. Trakten runt Īlderjīn består i huvudsak av gräsmarker.